# Fenestrobelba quatuour
Fenestrobelba quatuour är en kvalsterart som beskrevs av Balogh och Sandór Mahunka 1974. Fenestrobelba quatuour ingår i släktet Fenestrobelba och familjen Suctobelbidae. Inga underarter finns listade i Catalogue of Life.